# Peltz von Boppard

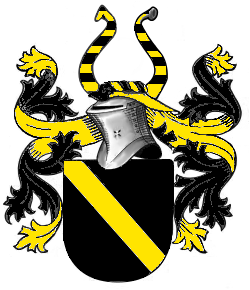
Wappen der Peltz von Boppard

Die Peltz von Boppard waren ein Adelsgeschlecht mit Besitz und Privilegien am Mittelrhein um die Stadt Boppard.

## Wappen
Schrägbalken auf schwarzem Grund, teilweise begleitet von je drei Kreuzen auf beiden Seiten. Die Farbe des Schrägbalkens variiert in der Literatur von silber nach golden. Dabei beziehen sich die Quellen wohl auf die Darstellung des Wappens des Johann Peltz als Burgmann zu Sternberg im sogenannten Balduineum. Die älteste Darstellung spricht von einem goldenen Schrägbalken, neuere von einem silbernen. Dies spricht dafür, dass das Blattgold wohl mit der Zeit abblätterte. Ein Totenschild eines anderen Johann Peltz, der bis Ende der 1980er Jahre in der Karmeliterkirche in Boppard hing und zwischenzeitlich nicht mehr auffindbar war, ist seit 2020 wieder vorhanden und zeigt ebenfalls den goldenen Schrägbalken.

## Geschichte
Im frühen 14. Jahrhundert findet sich die erste Erwähnung des Geschlechtes. 1305 wurden Männer zu einer Grenzfeststellung in Boppard bestimmt, darunter die Brüder Gerlach Peltz und der Wäpeling Udo Peltz.
Sie stellten mehrere Schöffen, darunter Peter, der auch Mitgründer der Schöffen- und Ratsbruderschaft in Boppard war.
In der Mitte des 15. Jahrhunderts kamen durch Heirat auch Güter des Geschlechtes Milwalt in Oberwesel in den Besitz der Familie.
Die Peltz von Boppard scheinen Anfang des 16. Jahrhunderts ausgestorben zu sein, die letzte fassbare Angehörige dieses Geschlechtes ist Maria, die 1537 als Witwe des Werner Boos von Waldeck bezeichnet wird.